# Maximiliano Hernández
Maximiliano Hernández (n. 12 de septiembre de 1973) es un actor estadounidense. Es más conocido por haber interpretado al agente Jasper Sitwell en las películas Thor, The Avengers, en Captain America: The Winter Soldier, Avengers: Endgame y en la serie Agents of S.H.I.E.L.D..

## Biografía
Es hijo de José Maximiliano Hernández y María Elena Hernández.

## Carrera
En 1994 apareció en la telenovela mexicana Prisionera de amor.
Hernández ha interpretado a tres personajes distintos en la serie Law & Order. Primero dio vida a Leo Ramos en el episodio "Harvest" en 1997, luego interpretó a Victor Sabo durante el episodio "Marathon" en 1999 y finalmente su última aparición fue en 2005 donde interpretó a Teófilo en el episodio "Sport of Kings".
En 2006 apareció como invitado en un episodio de la serie Law & Order: Trial by Jury donde dio vida al oficial Miguel Montez.
En 2009 interpretó a Donnie Fox, un miembro de un grupo de mercenarios que trabaja con Tony Almeida en la popular serie estadounidense 24. Ese mismo año apareció en la película Hotel for Dogs, donde interpretó al oficial de policía Mike.
En 2011 dio vida al agente Jasper Sitwell en la película Thor.
En 2012 se unió al elenco de la película The Avengers, donde interpretó nuevamente a Jasper Sitwell.
En 2013 se unió al elenco de la primera temporada de la serie The Americans, donde interpretó al agente del FBI Chris Amador, quien muere luego de que sufriera heridas después de tener un enfrentamiento con Phillip Jennings (Matthew Rhys).
Ese mismo año nuevamente dio vida al agente Jasper Sitwell durante varios episodios de la serie Agents of S.H.I.E.L.D., hasta el 2014.
En 2014 interpretó una vez más a Sitwell en la película Captain America: The Winter Soldier, en donde se revela que Sitwell es en realidad un agente infiltrado de Hydra. El personaje muere en esta cinta.
Ese mismo año apareció como invitado en la popular serie The Walking Dead, donde dio vida al sargento Bob Lamson, quien es asesinado por Rick Grimes, luego de que lo atropellara y luego le disparara en la cabeza.
Poco después se unió al elenco recurrente de la serie The Last Ship, donde interpretó al doctor Ríos, el médico en jefe a bordo del USS Nathan James.
En 2015 dio vida a Silvio, un policía estatal corrupto de Sonora, México, que contrabandeaba drogas en la película Sicario, protagonizada por Emily Blunt, Josh Brolin y Benicio Del Toro.

## Filmografía

### Televisión
| Año         | Título                       | Personaje           | Notas                                  |
| ----------- | ---------------------------- | ------------------- | -------------------------------------- |
| 2024        | Griselda                     | Papo Mejia          | 3 episodios                            |
| 2014 - 2018 | The Last Ship                | Doctor Ríos         | 15 episodios                           |
| 2014        | The Walking Dead             | Sargento Bob Lamson | 2 episodios                            |
| 2014        | Hand of God                  | Toby Clay           | Episodio: "Pilot"                      |
| 2013 - 2014 | Agents of S.H.I.E.L.D.       | Jasper Sitwell      | 3 episodios                            |
| 2013        | The Americans                | Chris Amador        | 9 episodios                            |
| 2011 - 2012 | Ringer                       | Detective Towers    | 5 episodios                            |
| 2011        | The Closer                   | Raymond Aguirre     | Episodio: "Home Improvement"           |
| 2010        | Terriers                     | Ray                 | 2 episodios                            |
| 2009        | Southland                    | Antonio             | Episodio: "Sally in the Alley"         |
| 2009        | 24                           | Donnie Fox          | 2 episodios                            |
| 2007        | K-Ville                      | Billy 'K-9' Faust   | Episodio: "Pilot"                      |
| 2007        | Numb3rs                      | Rico                | Episodio: "One Hour"                   |
| 2006        | Shark                        | Freddie Hopper      | Episodio: "Dial M for Monica"          |
| 2006        | The Nine                     | Carlos Vega         | Episodio: "All About Eva"              |
| 2006        | Conviction                   | Bernard Acosia      | Episodio: "Breakup"                    |
| 2006        | Law & Order: Trial by Jury   | Miguel Montez       | Episodio: "Eros in the Upper Eighties" |
| 2005        | Law & Order                  | Teófilo             | Episodio: "Sport of Kings"             |
| 2004        | Law & Order: Criminal Intent | Núñez               | Episodio: "Magnificat"                 |
| 1994        | Prisionera de amor           | -                   | Episodio del 24 de agosto de 1994      |

### Cine
| Año  | Título                              | Personaje      | Notas |
| ---- | ----------------------------------- | -------------- | --- |
| 2019 | Avengers: Endgame                   | Jasper Sitwell | Cameo |
| 2015 | Sicario                             | Silvio         | Junto a Emily Blunt, Jon Bernthal, Josh Brolin, Benicio Del Toro, Jeffrey Donovan, Victor Garber y Raoul Trujillo |
| 2014 | Captain America: The Winter Soldier | Jasper Sitwell | Junto a Chris Evans, Samuel L. Jackson, Scarlett Johansson, Robert Redford, Sebastian Stan y Anthony Mackie       |
| 2012 | The Avengers                        | Jasper Sitwell | Junto a Robert Downey Jr., Chris Evans, Mark Ruffalo, Chris Hemsworth, Scarlett Johansson y Jeremy Renner         |
| 2011 | Warrior                             | Colt Boyd      | Junto a Joel Edgerton, Tom Hardy, Nick Nolte, Jennifer Morrison, Frank Grillo, Kurt Angle y Kevin Dunn            |
| 2011 | Thor                                | Jasper Sitwell | Junto a Chris Hemsworth, Natalie Portman, Tom Hiddleston, Anthony Hopkins, Stellan Skarsgård y Clark Gregg        |
| 2009 | Hotel for Dogs                      | Oficial Mike   | Junto a Emma Roberts, Jake T. Austin, Don Cheadle, Troy Gentile, Kyla Pratt, Johnny Simmons y Lisa Kudrow         |
| 2008 | Pride and Glory                     | Carlos Bragon  | Junto a Colin Farrell, Edward Norton, Jon Voight, Noah Emmerich, John Ortiz, Frank Grillo y Shea Whigham          |

### Cortometrajes
| Año  | Título                          | Personaje      | Notas |
| ---- | ------------------------------- | -------------- | ----- |
| 2012 | Marvel One-Shot: Item 47        | Jasper Sitwell |       |
| 2011 | Marvel One-Shot: The Consultant | Jasper Sitwell |       |

### Escritor
| Año  | Título                         | Notas    |
| ---- | ------------------------------ | -------- |
| 2011 | The Indestructible Jimmy Brown | Escritor |